# Hugo-Junkers-Gymnasium
Das Hugo-Junkers-Gymnasium ist ein städtisches Gymnasium der Stadt Mönchengladbach in Nordrhein-Westfalen.

## Geschichte
Am 1. Dezember 1827 wurde die Höhere Bürgerschule in Rheydt gegründet. Die Zahl der Schüler wuchs auf 100 im Jahre 1860 und lag zehn Jahre später schon bei 200. Am 30. August 1860 wurde die Höhere Bürgerschule zur ersten preußischen Schule, an der eine „Abiturientenprüfung“ stattfand. Das erste Schulgebäude auf dem heutigen Schulgelände wurde am 8. Oktober 1863 eingeweiht.
Im Zweiten Weltkrieg wurden bei einem Luftangriff wissenschaftliche Sammlungen der Schule zerstört, während das ins Stadtarchiv ausgelagerte Schularchiv den Angriff überstand. Bereits kurz nach dem Zweiten Weltkrieg am 17. Oktober 1945 wurde die Schule wieder geöffnet.
Nach der Zerstörung im Krieg beschloss die Stadt Rheydt im Jahre 1959, die wiederaufgebaute Schule nach dem Ehrenbürger und Alumnus Hugo Junkers zu benennen. Seit dem 1. Oktober 1969 ist die einstige Jungenschule auch für Mädchen zugänglich. So wurden acht Jahre später schon 324 Mädchen und 786 Jungen am Hugo-Junkers-Gymnasium unterrichtet.

## Schulprofil
Der Grundsatz des Hugo-Junkers-Gymnasiums ist „Leistung – Kreativität – Verantwortung“. Dabei macht die Schule es sich zum Ziel, Lebensorientierung und lebenslange Lernkompetenz zu vermitteln. Die Schüler sollen so Verantwortung für sich selbst, andere Menschen und die Umwelt entwickeln.
Seit 2014 bietet das Hugo-Junkers-Gymnasium für die Jahrgangsstufen 5–7 die Ergänzungsfächer MINT und KULT an, bei denen die Schüler mit der Wahl schon einen eigenen Unterrichtsschwerpunkt setzen können. 2018 und 2021 wurde sie unter anderem deshalb auch als „MINT-freundliche Schule“ ausgezeichnet.
Das Hugo-Junkers-Gymnasium unterrichtet Englisch als erste Fremdsprache. Ab der sechsten Klasse kann zwischen Latein oder Französisch als zweite Fremdsprache gewählt werden. Die Wahl von Spanisch als dritter Fremdsprache ist ab der neunten Klasse möglich.
Es gibt verschiedene Kooperationen mit dem Gymnasium an der Gartenstraße, so werden beispielsweise in manchen Fächern Leistungskurse für Schüler beider Schulen angeboten.

## Persönlichkeiten
Folgende Personen haben die Schule besucht oder haben an ihr gelehrt:

### Ehemalige Schüler
Jahr des Abschlusses in Klammern
- Martin Blümcke (1955)
- Joseph Goebbels (1917)[5]
- Nick Heidfeld (1994)[6]
- Hugo Junkers (1874)[7]
- Günter Krings (1989)[8]
- Bernhard Nebe (1978)
- Sonja Oberem (1992)[9]
- Anders Orth (1982)
- Armin Pongs (1986)[10]
- Charlotte Roche (1995)[11]
- Günter Seuren (1953)[12]
- Norbert Spinrath (1974)[13]
- Cem Toraman (1991)[14]
- Georg Weyers-Rojas (1976)
- Ilja Zaragatski (2004)[15]

### (Ehemalige) Lehrer
- Wolfgang Hildemann[16]
- Ingo Reuter[17]
- Rolf Tophoven[18]

### Schulleiter seit 1968
- Alfred Feldges (1968–1991)[2]
- Jochen Bartsch (1991–2004)[2]
- Wolfgang Bremges (2004–2016)
- Torsten Petter (2016–2020)[2]
- Marc Reese (seit 2022)

## Baudenkmal
Durch den Wiederaufbau des stark zerstörten Straßenflügels an der Brucknerallee entstanden Anfang der 1950er Jahre eine Aula und Turnhalle beziehungsweise in dem sich rechtwinklig in die Grundstückstiefe entwickelnden Bauteil ein Musiksaal. Nur diese beiden Funktionsräume sind mit ihren Ausstattungen denkmalwert.

### Aula
Die Aula liegt im Erdgeschoss des Straßenflügels. Der Saal ist einschließlich der Empore 22 Meter lang und 12 Meter breit. Zur Straßenseite wird die Aula durch zehn hochrechteckige Fenster, zur Hofseite durch acht Fenster belichtet. Eine doppelflügelige Tür – mittig in der Fassade angeordnet – stellt den hofseitigen Hauptzugang dar. Ein weiterer Zugang führt aus dem Treppenhaus des Altbaus direkt auf die Empore, von der zwei abgewinkelte Treppenläufe hinab in den Saal führen. An der nördlichen Stirnseite liegt die Bühne. Sie besteht aus der Vorbühne (im Saal) sowie dem Portal und der Hauptbühne (hinter dem Portal).

### Musiksaal
Der Musiksaal schließt rechtwinklig an den Bühnen-Nebenraum-Trakt mit Funktionsräumen (Vorraum, Notenraum, Umkleideraum) an. Zugängig ist der 12 × 7,6 Meter große Saal nur über den Schulhof. Jeweils fünf hochrechteckige Fenster belichten seine beiden Langseiten. Die Innenausstattung besteht aus Holzvertäfelungen, die seitlich geringfügig über den Fensterbänken abschließt. In die Vertäfelungen sind die Innentüren mit den Türfuttern und Türblättern sowie die Heizkörperverkleidungen integriert.

### Allgemeines
Aula und Musiksaal besitzen eine gut gestaltete und weitestgehend original erhaltene zeitgenössische Innenausstattungen der 1950er Jahre. Die beiden Räume dokumentieren den Wiederaufbau der Schule nach den starken Zerstörungen des Zweiten Weltkriegs. Der Musiksaal zeigt ein Wandbild, das allegorisch über das Orpheus-Eurydike-Motiv die Musik thematisiert.
Die Räume sind unter Nr. B 174 am 13. Januar 2011 in die Denkmalliste der Stadt Mönchengladbach eingetragen worden.